# Cryptocentrus inexplicatus
 Cryptocentrus inexplicatus és una espècie de peix de la família dels gòbids i de l'ordre dels perciformes.

## Morfologia
Els mascles poden assolir els 12 cm de longitud total.

## Distribució geogràfica
Es troba des de les Illes Yaeyama fins al sud de les Filipines i Palau (Micronèsia).